# 大木道則
大木 道則（おおき みちのり、1928年3月30日 - 2016年11月23日）は、日本の化学者。

## 人物・来歴
兵庫県氷上郡久下村（現・丹波市）出身。旧制柏原中学校、大阪高等学校、東京大学理学部卒。1953年「化学構造と発情作用の関係」で理学博士。 米国イリノイ大学留学｡ 東京都立大学助教授､ 東大理学部助教授、教授、1989年定年退官、名誉教授、岡山理科大学教授。1999年退職。

## 著書
- 『立体化学』 (現代化学シリーズ) 東京化学同人, 1961
- 『有機化学 教養課程のために』東京大学出版会, 1962
- 『有機化学の基礎 第6　酸と塩基』培風館, 1967
- 『赤外線スペクトル 構造有機化学への応用』 (自然科学双書）東京大学出版会, 1967
- 『有機化学演習』東京化学同人, 1968
- 『物質とつきあう方法』玉川大学出版部, 1980.6
- 『入門有機化学』 (ベーシック化学シリーズ）朝倉書店, 2001.9

### 共編著
- 『化学工業のための有機化学』 (標準工学シリーズ) 岡田功共著. 共立出版, 1962
- 『NMRスペクトル演習』岩村秀, 西田利昭共著. 南江堂, 1968
- 『玉川児童百科大辞典 3　化学』編 誠文堂新光社, 1968
- 『化学データブック』竹林保次,武藤義一 共編. 培風館, 1970
- 『化学 物質のしくみと変化をさぐる』編. 丸善, 1973
- 『岩波講座現代化学 17　反応の特異性と反応環境』編 岩波書店, 1979.10
- 『岩波講座現代化学 11 物質の分離と分析』田中元治共編 岩波書店, 1979.11
- 『岩波講座現代化学 9　酸塩基と酸化還元』田中元治共編 岩波書店, 1979.7
- 『岩波講座現代化学 7 分子の立体構造と反応』斎藤喜彦共編 岩波書店, 1980.12
- 『岩波講座現代化学 13 分子構造の決定』齊藤喜彦、長倉三郎共編 岩波書店, 1980.2
- 『岩波講座現代化学 8 化学反応とその機構』大木道則 [ほか]編 岩波書店, 1981.10
- 『岩波講座現代化学 15　化学と情報』佐々木慎一、千原秀昭共編 岩波書店, 1981.2
- 『現代総合科学教育大系 Sophia21』責任編集. 講談社, 1984.4
- 『化学大辞典』田中元治,大沢利昭,千原秀昭共編. 東京化学同人, 1989.10
- 『化学辞典』田中元治,大沢利昭,千原秀昭共編. 東京化学同人, 1994.10

### 翻訳
- Lloyd N.Ferguson『構造有機化学』大木道則 等訳. 東京化学同人, 1965
- J.D.Roberts, M.C.Caserio『有機化学』東京化学同人, 1969
- ウイリアム・F.キーファー, ロバート K.フィッツジェレル 共編『読本一般化学』共立出版, 1973
- パリー [等]著『新ケムス化学 実験に基づく科学』丸善, 1973
- J.D.Roberts, R. Stewart, M.C.Caserio『ロバーツ有機化学概論』東京化学同人, 1975
- アメリカ化学会 編『ケムコム 社会に生きる化学』東京化学同人, 1993.12
- 日本化学会 編『有機化学変換のIUPAC命名法 その名称および記号・線形表示』内田章共訳. 大阪大学出版部, 1999.6